# Zamárdi
Zamárdi  este un oraș în districtul Siófok, județul Somogy, Ungaria, având o populație de 2.579 de locuitori (2011). 

## Demografie
Componența etnică a orașului Zamárdi
     Maghiari (94,62%)
     Germani (3,89%)
     Necunoscut (1%)
     Alții (0,5%)
Componența confesională a orașului Zamárdi
     Romano-catolici (49,75%)
     Fără religie (9,31%)
     Reformați (8,45%)
     Luterani (1,24%)
     Necunoscută (30,09%)
     Alte religii (2,37%)
Conform recensământului din 2011, orașul Zamárdi avea 2.579 de locuitori. Din punct de vedere etnic, majoritatea locuitorilor (94,62%) erau maghiari, cu o minoritate de germani (3,89%). Apartenența etnică nu este cunoscută în cazul a 1,0% din locuitori. Nu există o religie majoritară, locuitorii fiind romano-catolici (49,75%), persoane fără religie (9,31%), reformați (8,45%) și luterani (1,24%). Pentru 30,09% din locuitori nu este cunoscută apartenența confesională.